# رود یمتسا
رود یمتسا (انگلیسی: Yemtsa) یک رودخانه در استان آرخانگلسک کشور روسیه است.